# Musée de la bataille de Fromelles
Le musée de la Bataille de Fromelles est un musée consacré à la Première Guerre mondiale, situé sur le territoire de la commune de Fromelles, dans le département du Nord. Il rend hommage aux soldats tombés lors de la bataille de Fromelles en 1916 et contribue à la préservation de la mémoire de cet événement. 

## Historique
La Bataille de Fromelles s'est déroulée les 19 et 20 juillet 1916 sur 4 kilomètres de front. La 61ème division britannique et la 5ème division australienne s’opposaient à trois régiments bavarois. Cette attaque provoqua la mise hors de combat de près de 8 500 hommes.
En 1990, l’Association pour le Souvenir de la Bataille de Fromelles, devenue par la suite l’association Fromelles Weppes Terre de Mémoire 14-18, crée un premier musée associatif, hébergé dans la mairie du village. 
En 2009, lors d'une campagne de fouilles commanditée par le gouvernement australien, une équipe d’archéologues met au jour les corps de 250 soldats britanniques et australiens disparus à Fromelles. Des prélèvements ADN sont effectués sur les corps retrouvés afin de procéder à leur identification et, en 2010, un nouveau cimetière, le Pheasant Wood Military Cemetery, est construit par la Commonwealth War Graves Commission (CWGC) pour accueillir les corps. La même année, la communauté de communes de Weppes lance le projet d’un musée qui rendrait compte à la fois de l’événement historique et des découvertes récentes. 
En juin 2014, le Musée de la Bataille de Fromelles ouvre ses portes. Aux collections du premier musée s’ajoutent la présentation des recherches archéologiques et les histoires individuelles de certains des soldats dont l'identité a été retrouvée.

## Architecture
Le musée de la bataille de Fromelles a été réalisé par l'architecte français David Serero, lauréat du prix de Rome en 2004. Il décrit le musée de la bataille de Fromelles comme un bâtiment faisant le lien entre le ciel et la terre, entre les visiteurs et « l’enfouissement » des soldats. C’est un bâtiment au profil bas, qui est semi-enterré sur son côté Nord-est. Un travail sur la topographie a permis d’accentuer la pente naturelle du terrain et de traiter cette butte engazonnée. 
Le musée se soulève progressivement vers le cimetière afin de permettre l’accès des visiteurs. Seule la salle d’exposition émerge de cette butte, en indiquant la trace d’un enfouissement certain. Cette émergence est traitée en béton brut, par les coulages successifs qui évoquent l’empilement des couches géologiques et les différents horizons de terre du sous-sol.
Le musée est organisé autour d’un noyau central de forme octogonale qui constitue la salle d’exposition. Cette forme, comme celle du cimetière adjacent, évoque à la fois la géométrie rigide des constructions militaires, ainsi que la géométrie pure du sacré tel le tambour octogonal de l’église de Fromelles. Le hall d’accueil du musée, situé dans un bâtiment bas adjacent, se cache dans la topographie du site. 
La toiture met en scène la division du projet entre le volume de la salle d’exposition et celui des locaux d’administration. Un dispositif de faille de lumière zénithale entre ces deux éléments souligne l’espace destiné à l’accueil du public. Ce bâtiment regroupe les espaces administratifs et techniques du musée tels que l’administration, les sanitaires, l’espace cafétéria, l'accueil et le vestiaire.

## Expositions
- 2024 - Soldat blessé, soldat sportif, itinéraire d'une reconstruction
- 2023-2024 - Au coup de sifflet ! Rugby et Grande Guerre, une histoire commune
- 2023 - Fausses Nouvelles / Vraie(s) Bataille(s) - (6 mars au 26 juin 2023)
- Les disparus du bois du pheasant (28 février 2022 au 29 janvier 2023)